# Acmonia anceps
Acmonia anceps är en insektsart som beskrevs av Stsl 1869. Acmonia anceps ingår i släktet Acmonia och familjen lyktstritar. Inga underarter finns listade i Catalogue of Life.